# 韦伊内·利卡宁
韦伊内·利卡宁（芬蘭語：Väinö Liikkanen，1903年11月1日—1957年10月15日），芬兰男子越野滑雪运动员。他曾代表芬兰参加1932年冬季奥林匹克运动会越野滑雪比赛，获得男子50公里银牌。